# Waking the Dead, Live in Japan
Waking the Dead, Live in Japan – koncertowy album szwedzkiej grupy rocka progresywnego Anekdoten wydany w 2005 roku. Jest zapisem koncertów, które miały miejsce 25 i 26 lutego 2005 roku w Tokyo Kinema Klub w Tokio.

## Lista utworów
1. "Monolith" (6:26)
2. "From Within" (7:57)
3. "Kiss Of Life" (4:44)
4. "Hole" (11:17)
5. "SW4" (5:59)
6. "Moons Of Mars" (2:39) - materiał premierowy
7. "The Sun Absolute" (5:16)
8. "Ricochet" (5:53)
9. "Gravity" (9:26)
10. "This Too Will Pass" (7:09) - materiał premierowy
11. "Sad Rain" (12:03)

## Muzycy
- Nicklas Barker - śpiew, gitary, melotron
- Anna Sofi Dahlberg - melotron, instrumenty klawiszowe, śpiew
- Jan Erik Liljeström - gitara basowa, śpiew
- Peter Nordins - instrumenty perkusyjne, melotron